# 新潟県立新発田高等学校
新潟県立新発田高等学校（にいがたけんりつ しばたこうとうがっこう）は、新潟県新発田市に所在する県立高等学校。愛称は「芝高」。
新発田地区の高等学校で唯一スーパーサイエンスハイスクール（SSH）に指定されている。

## 概観
1896年に新発田町外の67ヵ町村組合立北蒲原尋常中学校として開校した。旧制中学校への転換や学制改革など、幾多の変遷と改称を経て、現在に至る。
現在の校舎は2009年3月に竣工した。
開学当初から、上級学校への進学に対応した授業を展開しており、1時間あたりの授業時間は55分となっている。
2018年7月には本校の野球部が、第100回全国高等学校野球選手権記念の新潟大会決勝に出場した。なお、この夏の高校野球大会における決勝出場は60年ぶりのことであった。

### 特色
本校はスーパーサイエンスハイスクール（SSH）に指定されている ほか、本校ではESD（持続可能な開発のための教育）を推進し、科学技術分野で国際的に活躍する人材育成に取り組んでいる。

### 教育目標
- 日々創意を新たにして生活の充実向上を図ろう。
- 良識に従う行動によって公民としての責任を果たそう。
- 我が最適の道を選び資質才能を充分に発揮しよう。

## 沿革
（沿革節の主要な出典は公式サイト）
- 1896年（明治29年）10月21日 : 新発田町外67ヵ町村組合立北蒲原尋常中学校の設立が許可される。
- 1901年
  - 8月 : 新潟県立新発田中学校と改称。
  - 10月5日 : 校歌制定。
- 1948年（昭和23年）4月1日 : 学制改革により新潟県立新発田高等学校となる。
- 1996年（平成8年）4月1日 : 理数科を設置。
- 2000年4月1日 : 55分授業・2学期制開始。
- 2001年4月1日 : 学区が変更され、第一学区（新発田・村上）となる。
- 2006年10月 : 創立110周年記念式典挙行。
- 2007年7月 : 2代目校舎の解体工事開始。敷地内に建造された仮設校舎へ移転。
- 2009年3月 : 3代目校舎完成。新体育館にて第61回卒業式を挙行。
- 2010年5月 : 新グラウンド完成。
- 2013年度 - 2017年度 : スーパーサイエンスハイスクール（SSH）に指定される。（第1期）
- 2018年度 - 2021年度 : スーパーサイエンスハイスクール（SSH）に再指定される。（第2期）
- 2018年10月 - マレーシア国民大学と姉妹校協定を締結。
- 2019年4月 - 理数科にメディカルコースを設置。

## 基礎データ

### アクセス
- JR東日本（白新線・羽越本線）新発田駅（東口）より約600m（徒歩：約10分）
- 新潟交通観光バス・新発田高校前バス停下車すぐ・新発田営業所降車場より徒歩約2分

### 校歌
制定：明治34年10月5日
- 『新潟県立新発田高等学校校歌』（作詞：渡部坦治・久代左司馬、作曲：奥好義）[5]

校歌は当時流行した軍歌「勇敢なる水兵」の曲を使った替え歌で、十番まである。楽曲と楽譜はいずれも公式HP上で公開されている。

## 部活動

### 運動部
- 硬式野球部
- 陸上競技部
- サッカー部
- ソフトテニス部
- 硬式テニス部
- 卓球部
- バレーボール部
- バスケットボール部
- バドミントン部
- 柔道部
- 剣道部
- 弓道部
- 空手道部
- ラグビー部
- 水泳部
- 登山部

### 文化部
- 自然科学部
- ブラスバンド部
- 合唱部
- 美術部
- 書道部
- 写真部
- 文芸部
- 演劇部
- ESS部
- 放送部
- 生徒会執行部

### 実績
- ラグビー部 - 1948年（昭和23年）創部。2003年（平成15年）に花園初出場を果たす

## 高校関係者と組織

### 同窓会組織
同窓会組織は「芝高同窓会」と称する。

### 著名な出身者
- 青山杉作（俳優・演出家）
- 天野市栄（政治家・元阿賀野市長）
- 井伊誠一（弁護士・政治家）
- 今村均（陸軍大将・甲府中学から転校）
- 岩村卯一郎（政治家、元衆議院議員）
- 大杉栄（思想家、中退）
- 鹿島恵子（歌手）
- 加藤博幸（獣医師・阿賀野市長）
- 木暮山人（歯科医師、元参議院議員）
- 小柳冨次（日本海軍軍人）
- 小柳牧衛（政治家）
- 佐々木剛（俳優）
- 佐藤和三郎（相場師）
- 茂野雅道（作曲家）
- 杉山義法（脚本家）
- 鈴木直之(グラフィックデザイナー)
- 清野幹(ラジオパーソナリティ(FM新潟))
- 関口和之（ミュージシャン・サザンオールスターズ）
- 相馬庸郎（神戸大学文学部教授）
- たかたかし（作詞家）
- 高橋宏（公立大学法人首都大学東京理事長）
- 高山景子（アナウンサー）
- 田口運蔵（共産主義者、中退）
- 寺田ヒロオ（漫画家）
- 西脇道夫（聖籠町長）
- 原久一郎（ロシア文学者）
- 藤野浩一（作・編曲家）
- 野瀬清喜（柔道家）
- 長谷川彰（新潟大学学長、物理学者）
- 松下芳男（社会主義者、軍事史学者）
- 松浪志保（女優）
- 圓山重直（東北大学名誉教授、工学者）
- 三田村邦彦（俳優）
- 山田剛志（成城大学教授、弁護士、法学者）
- 渡辺良夫（元厚生大臣）